# The prize of the Pole
|  | Denne artikel er oprettet af botten PalnaBot ud fra en ekstern database. Den kan derfor have sproglige fejl eller mangler. Denne skabelon kan fjernes efter kontrol af indholdet. |

The prize of the Pole er en børnefilm fra 2007 instrueret af Staffan Julén efter manuskript af Staffan Julén.

## Handling
Polareskimoen Robert rejser i sin berømte oldefar, nordpolsfareren Robert E. Pearys fodspor. Efterhånden som Roberts rejse skrider frem, vikles han ind i historien om forfaderens dramatiske livsforløb.